# Modibo Keïta
Modibo Keïta (1915 Bamako, Francouzský Súdán - 16. května 1977 Kidal (některé prameny uvádějí i Bamako), Mali) byl jediným prezidentem Federace Mali, krátce existujícího státního útvaru zahrnujícího dnešní Senegal a Mali, a poté prvním prezidentem nezávislého Mali.
Byl potomek významného rodu kmene Mandinků, který v minulosti vládl středověké Říši Mali. Respekt vzbuzovala jeho vysoká postava. Charles de Gaulle později o dvoumetrovém Keïtovi říkal, že je jediným politikem, ke kterému musí vzhlížet.
Keïta získal pedagogické vzdělání v Dakaru, učitelské povolání však brzy vyměnil za politiku. Francouzské koloniální úřady jej považovaly za nebezpečného antikolonialistu, a tak byl krátce vězněn. Přesto byl jako člen Union Soudanaise-Rassemblement Démocratique Africain, malijské součásti multikoloniální politické strany založené Félixem Houphoët-Boignym, později zvolen do místního shromáždění Francouzského Súdánu (1948). Roku 1956 se stal dokonce prvním africkým místopředsedou francouzského Národního shromáždění a byl členem kabinetu dvou francouzských vlád. Mezitím se stal předsedou své strany a také starostou Bamaka.
Jeho politickým cílem bylo vybudování nezávislé Federace Mali, která by zahrnovala několik tehdejších francouzských držav v západní Africe. Především kvůli odporu Houphoët-Bognyho však vzniklá federace zahrnovala jen dnešní Senegal a Mali. Keïta se stal roku 1958 prezidentem tohoto zatím nesamostatného státního celku. Federace Mali získala nezávislost v roce 1960, avšak po několika měsících se přičiněním Léopolda Sédara Senghora rozpadla. Keïta se tak stal prezidentem nezávislé Republiky Mali.
Keïtovo vyhraněné socialistické a protikolonialistické přesvědčení vyústilo ve znárodňování bank a dopravy a kolektivizaci zemědělství. Tyto reformy spolu s omezením hospodářských styků s Francií rychle přinesly dramatické zhoršení ekonomické situace v zemi. Mali přitom již při získání nezávislosti nebylo mnoha ekonomy považováno za hospodářsky životaschopný stát.
V druhé polovině 60. let začal uplatňovat další drastické reformy po vzoru Mao Ce-tungovy Kulturní revoluce. Po devalvaci měny v roce 1967 a po špatné sklizni roku 1968 ukončil Keïtovo prezidentství vojenský převrat vedený Moussou Traorém. Keïta byl zadržen a iternován na severovýchodě Mali v těžkých podmínkách ve věznici ve městě Kidal na okraji Sahary. Zemřel ve vězení za nejasných okolností několik dní poté, kdy se v Bamaku konala protivládní demonstrace, jejíž účastníci provolávali Keïtovi slávu. Roku 1991 byl novým malijským režimem posmrtně rehabilitován.
| Prezident Mali | Prezident Mali           | Prezident Mali          |
| -------------- | ------------------------ | ----------------------- |
| Předchůdce: -  | 1960 – 1968 Modibo Keïta | Nástupce: Moussa Traoré |